# Conax
Conax — система умовного доступу, яка використовується для кодування цифрового телебачення (DVB), як у супутниковому телебачення (DVB-S) так і в кабельному DVB-C. Заснована в Осло, Норвегія, Conax має дочірні компанії в США, Індії, Україні (Xtra TV) та Німеччині, офіси з продажу та підтримки в Росії, Сінгапурі, Китаї, Південній Кореї, Бразилії та Канаді.

## Перелік телевізійних мереж
| Компанія               | Держава |
| ---------------------- | ------- |
| TVK TELETRONIK KARTUZY | Польща  |
| TESAT POZNAN           | Польща  |
| Satfilm                | Польща  |
| Gawex Bydgoszcz        | Польща  |
| TVK Puławy             | Польща  |
| Vectra (Vectra)        | Польща  |
| Воля-кабель            | Україна |

| Телекомпанія       | Країна/регіон       | Сателіт         | Координати (ГСО) |
| ------------------ | ------------------- | --------------- | ---------------- |
| Canal Digital      | Скандинавія         | Thor            | 0.8°Зх           |
| Combos TV          | КНР                 | Telstar 18      | 138°Сх           |
| Digit Alb          | Албанія             | Eutelsat W2     | 16°Сх            |
| Dish TV            | Індія               | NSS-6           | 95°Сх            |
| Focus Sat          | Румунія             | Thor            | 0.8°Зх           |
| Hello HD           | Угорщина            | Eurobird 9      | 9°Сх             |
| HITS               | Пд.-Сх. Азія        | AsiaSat 4       | 122 .2°Сх        |
| KabelKiosk         | Німеччина           | Eurobird 9      | 9°Сх             |
| KabelKiosk         | Німеччина           | Atlantic Bird 2 | 8°Зх             |
| Max TV             | Румунія             | Sirius 4        | 4.8°Сх           |
| My TV              | Субсахарська Африка | Intelsat 10     | 68.5°Сх          |
| n                  | Польща              | Hot Bird        | 13°Сх            |
| Rikor              | Румунія             | Intelsat 904    | 60°Сх            |
| Telewizja na kartę | Польща              | Hot Bird        | 13°Сх            |
| Telmex TV          | Чилі                | Amazonas        | 61°Зх            |
| TVTel              | Португалія          | Eurobird 9      | 9°Сх             |
| Zee Network        | Індія               | AsiaSat 3S      | 105 .5°Сх        |